# Alcis nigralbata
Alcis nigralbata là một loài bướm đêm trong họ Geometridae.